# Kungshamn
Kungshamn é uma pequena cidade da província histórica da Bohuslän. Tem cerca de 2 814 habitantes e é a sede da comuna de Sotenäs, pertencente ao condado da  Västra Götaland, no sul da Suécia. Está localizada na península Sotenäset, a norte de Lysekil, e a 60 km a oeste de Uddevalla.